# Onthophagus snoflaki
Onthophagus snoflaki es una especie de insecto del género Onthophagus, familia Scarabaeidae, orden Coleoptera.
Fue descrita científicamente por Balthasar en 1944.